# Anders Åberg (borgmästare)
Anders Åberg var borgmästare i Åmåls stad 1713–1737. Åberg var skeppsredare, fartygsbyggare och trähandlare och hade som bisyssla även varit tullnär.
Borgmästarämbetet var inte en betald sysselsättning, utan någonting Åberg kunde använda för att främja sina intressen. Under Åbergs tid stred han med Karlstads stad om vilken stad som skulle ha rätt att bedriva handel vid Byälven. Alla ämbeten av betydelse i staden var tillsatta med människor som antingen tillhörde Åbergs släkt, eller var ingifta i den. Under Åberg fick staden en grundläggande rättssäkerhet och klarhet i frågor där statsmakten tidigare varit svävande och oklar.